# Lillebror (film)
Lillebror (engelska: The Kid Brother) är en amerikansk stumfilmskomedi från 1927 med Harold Lloyd i huvudrollen. Den är i huvudsak en nyinspelning av Hal Roach-filmen The White Sheep från 1924.

## Rollista
- Harold Lloyd – Harold Hickory
- Jobyna Ralston – Mary Powers
- Walter James – Jim Hickory
- Leo Willis – Leo Hickory
- Olin Francis – Olin Hickory
- Constantine Romanoff – Sandoni
- Eddie Boland – "Flash" Farrell
- Frank Lanning – Sam Hooper
- Ralph Yearsley – Hank Hooper